# ニューオーリンズ・ペリカンズのチーム記録
ニューオーリンズ・ペリカンズチーム記録はNBAのニューオーリンズ・ペリカンズのチーム記録である。また、シャーロット時代の記録も含めるものとする。
現役選手の記録も取り上げる。各部門のランク中（現役）は現在このチームに在籍していることを表す。

## 通算得点
1. 11,059　アンソニー・デイビス（現役）
2. 8,690　デビッド・ウェスト
3. 7,936　クリス・ポール（現役）
4. 7,321　ドリュー・ホリデー（現役）
5. 7,017　ブランドン・イングラム（現役）
6. 5,279　ザイオン・ウィリアムソン（現役）
7. 4,704　CJ・マッカラム（現役）
8. 3,702　ライアン・アンダーソン
9. 3,448　トレイ・マーフィー3世（現役）
10. 3,431　ヨナス・ヴァランチューナス（現役）

## 通算リバウンド
1. 4,906　アンソニー・デイビス（現役）
2. 3,853　デビッド・ウェスト
3. 2,675　P・J・ブラウン
4. 2,368　ヨナス・ヴァランチューナス（現役）
5. 2,225　タイソン・チャンドラー
6. 1,951　クリス・ポール（現役）
7. 1,776　ジャマール・マグロワ
8. 1,759　エメカ・オカフォー
9. 1,728　ドリュー・ホリデー（現役）
10. 1,669　ブランドン・イングラム（現役）

## 通算アシスト
1. 4,228　クリス・ポール（現役）
2. 2,833　ドリュー・ホリデー（現役）
3. 1,580　ブランドン・イングラム（現役）
4. 1,139　タイリーク・エバンス
5. 1,113　CJ・マッカラム（現役）
6. 1,063　グレイビス・バスケス
7. 1,042　デビッド・ウェスト
8. 982　アンソニー・デイビス（現役）
9. 950　バロン・デイビス
10. 920　ザイオン・ウィリアムソン（現役）

## 通算ブロック（73-74シーズンから）
1. 1,121　アンソニー・デイビス（現役）
2. 435　デビッド・ウェスト
3. 305　エメカ・オカフォー
4. 269　タイソン・チャンドラー
5. 267　ドリュー・ホリデー（現役）
6. 253　P・J・ブラウン
7. 235　ジャマール・マグロア
8. 181　ラジュアル・バトラー
9. 180　ヨナス・ヴァランチューナス（現役）
10. 173　ハーバート・ジョーンズ（現役）

## 通算スティール（73-74シーズンから）
1. 1,010　クリス・ポール（現役）
2. 639　アンソニー・デイビス（現役）
3. 638　ドリュー・ホリデー（現役）
4. 396　デビッド・ウェスト
5. 375　ハーバート・ジョーンズ（現役）
6. 280　バロン・デイビス
7. 271　ホセ・アルバラード（現役）
8. 265　P・J・ブラウン
9. 239　タイリーク・エバンス
10. 235　ブランドン・イングラム（現役）

## 出場試合
1. 530　デビッド・ウェスト
2. 466　アンソニー・デイビス（現役）
3. 425　クリス・ポール（現役）
4. 415　ドリュー・ホリデー（現役）
5. 315　P・J・ブラウン
6. 305　ブランドン・イングラム（現役）
7. 293　ラジュアル・バトラー
8. 264　イートワン・ムーア
9. 263　ダンテ・カニンガム
10. 253　ダリアス・ミラー

## 3ポイントシュート（NBAでは79-80より公式記録）成功
1. 692　CJ・マッカラム（現役）
2. 628　ドリュー・ホリデー（現役）
3. 600　トレイ・マーフィー3世（現役）
4. 560　ブランドン・イングラム（現役）
5. 553　ペジャ・ストヤコビッチ
6. 533　ライアン・アンダーソン
7. 421　エリック・ゴードン（現役）
8. 410　ラジュアル・バトラー
9. 379　クリス・ポール（現役）
10. 344　イートワン・ムーア

## フリースロー成功
1. 2,572　アンソニー・デイビス（現役）
2. 1,971　クリス・ポール（現役）
3. 1,704　デビッド・ウェスト
4. 1,393　ブランドン・イングラム（現役）
5. 1,165　ザイオン・ウィリアムソン（現役）
6. 941　ドリュー・ホリデー（現役）
7. 701　P・J・ブラウン
8. 658　ジャマール・マグロア
9. 629　エリック・ゴードン（現役）
10. 583　ヨナス・ヴァランチューナス（現役）

## 50得点以上
59得点
- アンソニー・デイビス（vs DET / 2016年2月21日）

53得点
- アンソニー・デイビス（vs PHX / 2018年2月26日）

52得点
- アンソニー・デイビス（2017年2月19日）（オールスター）

50得点
- ジャマール・マッシュバーン（vs MEM / 2003年2月21日）
- アンソニー・デイビス（vs DEN / 2016年10月26日）
- CJ・マッカラム（vs WAS / 2025年1月3日）

## その他
シーズン平均得点
- 28.1　アンソニー・デイビス

新人シーズン平均得点
- 22.5　ザイオン・ウィリアムソン

トリプルダブル
- 11回　クリス・ポール
- 6回　エルフリッド・ペイトン
- 4回　ロンゾ・ボール

## 主なアメリカ国籍以外の選手
- ブラデ・ディバッツ（セルビア）
- ペジャ・ストヤコヴィッチ（セルビア）
- アルヴィーダス・マツィヤウスカス（リトアニア）
- マーカス・ヴィニシャス（ブラジル）
- ジャマール・マグロア（カナダ）
- ヨナス・ヴァランチューナス（リトアニア）
- ホセ・アルバラード（プエルトリコ）
- ダイソン・ダニエルズ（オーストラリア）
- イブ・ミッシ（カメルーン）
- ダニエル・タイス（ドイツ）